# Antonio Trivulzio (zm. 1559)
Antonio Trivulzio (ur. ok. 1514 w Mediolanie, zm. 25 czerwca 1559 w Paryżu) – włoski kardynał.

## Życiorys
Urodził się około 1514 roku w Mediolanie, jako syn Gerolama Teodora Trviulzii i Antonii da Barbiano. Studiował prawo w rodzinnym mieście, a następnie udał się do Rzymu, gdzie został referendarzem Najwyższego Trybunału Sygnatury Apostolskiej. 7 czerwca 1535 roku został wybrany biskupem Tulonu. Włączył się w działania króla Francji przeciwko protestantom. W 1550 roku został nuncjuszem apostolskim we Francji. 15 marca 1557 roku został kreowany kardynałem prezbiterem i otrzymał kościół tytularny Santi Giovanni e Paolo. W tym samym roku pełnił funkcję legata a latere w Wenecji i we Francji, co doprowadziło do zawarcia pokoju przez Henryka II i Filipa II. 16 października został prefektem Trybunału Sygnatury Sprawiedliwości. Zmarł 25 czerwca 1559 roku w Paryżu.